# Louis Dalmas
Louis Dalmas, né le 1er juin 1920 à Paris où il est mort le 3 août 2014, est un auteur, photographe et journaliste français, fondateur de l'agence Dalmas.

## Biographie

### Famille et vie privée
Melchior Louis Marie Dalmas de Polignac, né à Paris le 1er juin 1920, est le fils de Marie Charles Jean Melchior de Polignac, président directeur des établissements Pommery et membre du Comité international olympique (CIO), et de Nina Floyd Crosby (1881-1966). 
Il épouse, le 4 février 1943 à Paris, Margarete Starkmann décédée en 1961. 
Le 7 avril 1972 il se remarie à Paris avec Ivanka Mikic, romancière connue sous le nom de Ivanka Mikitch.  Personnage paradoxal, il est cousin issu de germain de Rainier de Monaco et militant trotskiste.
Louis Dalmas de Polignac meurt le 3 août 2014 à l'âge de 94 ans.

### Activités professionnelles
À partir de 1945, Dalmas, sportif accompli, s’essaie à tous les genres et tous les styles de journalisme, de l’Agence France-Presse (AFP) à France-Soir en passant par l’Office de radiodiffusion-télévision française (ORTF) où il présente quelque temps en 1977 l’émission Cartes sur table avant que Jean-Pierre Elkabbach et Alain Duhamel ne prennent sa suite.
Militant trotskiste et résistant durant la Seconde Guerre mondiale, il est le premier à interviewer Tito après la rupture avec l'Union des républiques socialistes soviétiques (URSS). Son ouvrage Le communisme yougoslave paru en 1950 et préfacé par Jean-Paul Sartre dont il fut secrétaire est issu de cette rencontre.
En 1954, il est le premier à filmer un accouchement sans douleur : la naissance du petit Gérard Vergne.

### L'agence Dalmas
En 1957, il lance l’agence Dalmas qui compte jusqu’à 75 employés et bénéficie du service photo de l’aéroport de Paris-Orly. 
Racheté par l'agence Sipa en 1974, le fonds Dalmas compte 5 millions de documents.
Fervent défenseur de la cause serbe, il fonde en 1996 la revue mensuelle BI (ex-Balkans Info) et la dirige jusqu'à son décès. En 1999, il signe pour s'opposer à la guerre en Serbie la pétition « Les Européens veulent la paix », initiée par le collectif Non à la guerre.

## Publications
- Louis Delmas (préf. Jean-Paul Sartre), Le communisme yougoslave : depuis la rupture avec Moscou, Terre des hommes, 1950, 220 p. (ASIN B009LKGXBA) Lire en ligne.
- Louis Dalmas, Les secrets de la médecine moderne : une grande enquête sur les maladies et les dernières découvertes thérapeutiques, Paris, Julliard, 1952, 291 p. (ASIN B00185TLII).
- Louis Dalmas, La médecine totale, Paris, Éditions Julliard, 1954, 303 p..
- Louis Dalmas, « Bosnie ce qu'on ne dit pas », Raison garder (Revue de l'institut serbe de Lausanne), no 9,‎ printemps 1995 Lire en ligne
- Louis Delmas, Le désordre et la patience, Encre, coll. « L'Atelier du possible », 1983 (ISBN 978-2-86418-139-2, BNF 34714952).
- Louis Delmas, La pensée asphyxiée, Éditions l'Âge d'homme, 1999, 238 p. (ISBN 978-2-8251-1322-6, BNF 37088138, lire en ligne).
- Louis Delmas (préf. Roland Dumas), Le crépuscule des élites, Paris, Éditions Tatamis, 2008, 309 p. (ISBN 978-2-9523647-9-9, BNF 41344400).
- Louis Delmas, Les fossoyeurs de l'occident, Paris, Apopsix, coll. « Politique et société », 2013, 238 p. (ISBN 978-2-35979-070-2, BNF 43684852).* Hélène Barrère et Louis Delmas, Guide du mieux-vivre après 60 ans, Paris, Éditions du Félin, 1988, 189 p. (ISBN 978-2-86645-037-3, BNF 34962432).
- Louis Delmas, Viet-Nam : une guerre pourrie : le Viet Nam libre : de la guerre à la paix, 1953, 385 p..
- Hélène Barrère et Louis Delmas, Guide du mieux-vivre après 60 ans, Paris, Éditions du Félin, 1988, 189 p. (ISBN 978-2-86645-037-3, BNF 34962432).
- Louis Delmas, Viet-Nam : une guerre pourrie : le Viet Nam libre : de la guerre à la paix, 1953, 385 p..